# Alan Haynes

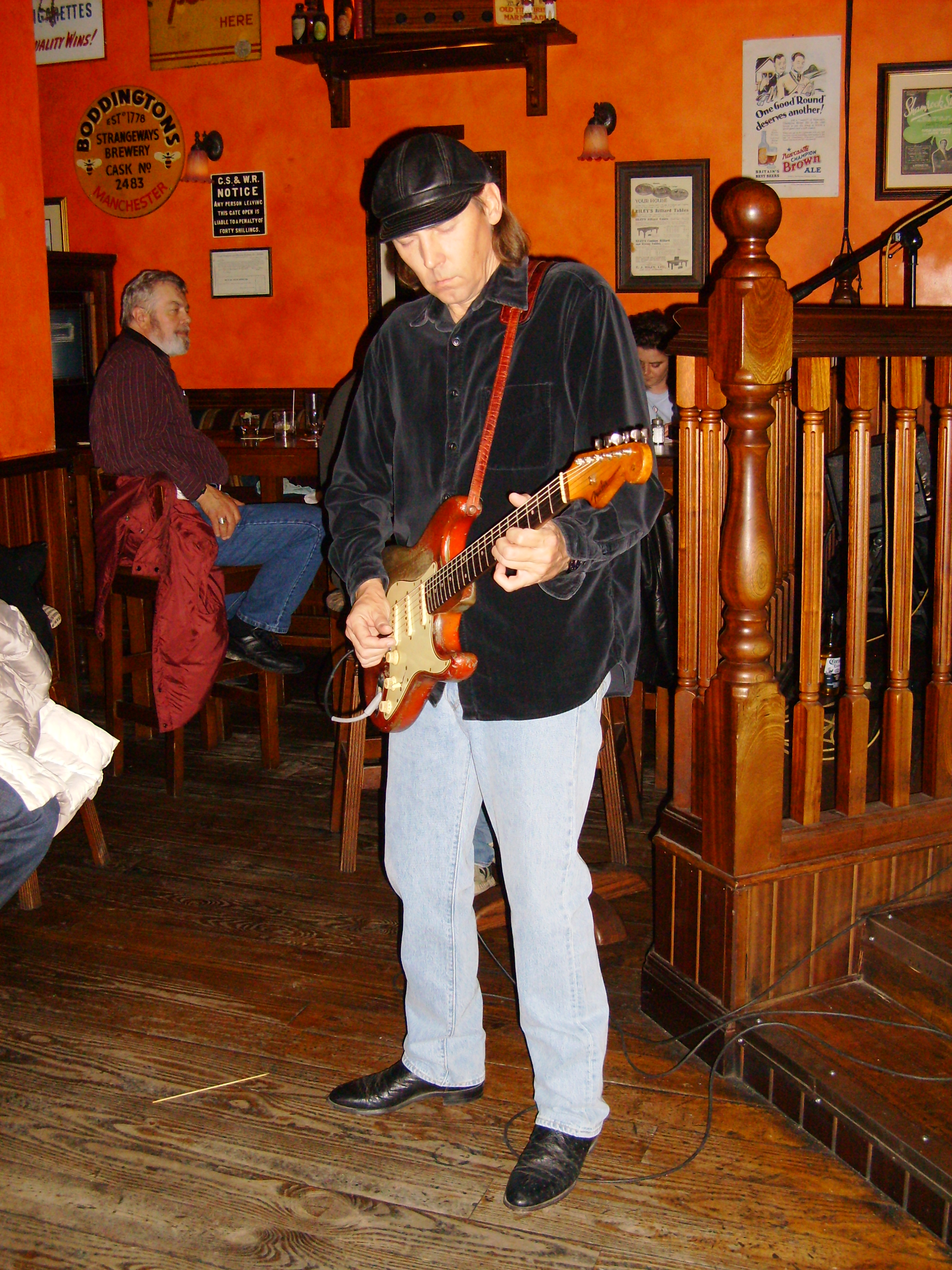
Alan Haynes 2007

Alan Haynes, född 19 februari 1956 i Houston, Texas, är en amerikansk bluessångare och gitarrist.
Alan Haynes har uppträtt tillsammans med ett stort antal av bluesvärldens giganter, såsom Stevie Ray Vaughan, The Fabulous Thunderbirds, Muddy Waters, Albert Collins, John Lee Hooker, Bonnie Raitt, Robert Cray, Joe Walsh, Willie Nelson, Albert King, John Mayall och Johnny Winter.
Tidigare gift med Ilse Rämö från Stockholm.

## Diskografi
- 1984 – Seventh Son (EP)
- 1994 – Wishing Well
- 2000 – Live at the Blue Cat Blues (live, med Jim Suhler)
- 2002 – Live at the Big Easy (live)